# Nationalliga A (1995/1996)
Nationalliga A (1995/1996) – 98. edycja najwyższej piłkarskiej klasy rozgrywkowej w  Szwajcarii. Rozpoczęły się 19 lipca 1995 roku, zakończyły się natomiast 15 maja 1996 roku. W rozgrywkach wzięło udział dwanaście drużyn. Mistrzowski tytuł wywalczyła drużyna Grasshoppers Zurych. Królem strzelców ligi zostali Petyr Aleksandrow z FC Luzern i Viorel Moldovan z Neuchâtel Xamax, którzy zdobyli po 19 goli.

## Drużyny
| Uczestnicy poprzedniej edycji                                                                                 | Uczestnicy poprzedniej edycji | Uczestnicy poprzedniej edycji | Uczestnicy poprzedniej edycji |
| --- | ----------------------------- | ----------------------------- | ----------------------------- |
| GRA | Grasshopper Club Zurych       | 1                             |                               |
| LUG | FC Lugano                     | 2                             |                               |
| NEU | Neuchâtel Xamax               | 3                             |                               |
| AAR | FC Aarau                      | 4                             |                               |
| LUZ | FC Luzern                     | 5                             |                               |
| SIO | FC Sion                       | 6                             |                               |
| BAS | FC Basel                      | 7                             |                               |
| LAU | FC Lausanne-Sport             | 8                             |                               |
| YBO | BSC Young Boys                | 9                             |                               |
| GAL | FC Sankt Gallen               | 10                            |                               |
| ZUR | FC Zürich                     | 11                            |                               |
| SER | Servette FC                   | 12                            |                               |
| Oznaczenia: - kolumna pierwsza – skróty nazw drużyn, - kolumna trzecia – miejsce zajęte w poprzednim sezonie. |                               |                               |                               |

## Sezon zasadniczy

### Tabela
| Lp. | Drużyna                 | M  | Z  | R | P  | Bramki | Bramki | Różn. | Pkt | Uwagi              |
| --- | ----------------------- | -- | -- | - | -- | ------ | ------ | ----- | --- | ------------------ |
| 1   | Grasshopper Club Zurych | 22 | 13 | 4 | 5  | 38     | 22     | +16   | 43  | Grupa mistrzowska  |
| 2   | FC Sion                 | 22 | 13 | 3 | 6  | 37     | 28     | +9    | 42  | Grupa mistrzowska  |
| 3   | Neuchâtel Xamax         | 22 | 12 | 5 | 5  | 40     | 24     | +16   | 41  | Grupa mistrzowska  |
| 4   | FC Luzern               | 22 | 11 | 7 | 4  | 36     | 25     | +11   | 40  | Grupa mistrzowska  |
| 5   | FC Basel                | 22 | 9  | 3 | 10 | 23     | 29     | −6    | 30  | Grupa mistrzowska  |
| 6   | Servette FC             | 22 | 7  | 7 | 8  | 28     | 28     | 0     | 28  | Grupa mistrzowska  |
| 7   | FC Aarau                | 22 | 7  | 6 | 9  | 36     | 27     | +9    | 27  | Grupa mistrzowska  |
| 8   | FC Sankt Gallen         | 22 | 6  | 9 | 7  | 26     | 24     | +2    | 27  | Grupa mistrzowska  |
| 9   | FC Lausanne-Sport       | 22 | 6  | 9 | 7  | 25     | 25     | 0     | 27  | Grupa awans/spadek |
| 10  | FC Lugano               | 22 | 5  | 6 | 11 | 21     | 42     | −21   | 21  | Grupa awans/spadek |
| 11  | FC Zürich               | 22 | 4  | 6 | 12 | 17     | 32     | −15   | 18  | Grupa awans/spadek |
| 12  | BSC Young Boys          | 22 | 4  | 5 | 13 | 14     | 35     | −21   | 17  | Grupa awans/spadek |

## Grupa mistrzowska
| Lp. | Drużyna                 | M  | Z | R | P | Bramki | Bramki | Różn. | Pkt | Uwagi                                     |
| --- | ----------------------- | -- | - | - | - | ------ | ------ | ----- | --- | ----------------------------------------- |
| 1   | Grasshopper Club Zurych | 14 | 8 | 6 | 0 | 26     | 7      | +19   | 52  | Liga Mistrzów UEFA • Runda kwalifikacyjna |
| 2   | FC Sion                 | 14 | 8 | 2 | 4 | 20     | 14     | +6    | 47  | Puchar Zdobywców Pucharów • 1/32 finału   |
| 3   | Neuchâtel Xamax         | 14 | 5 | 7 | 2 | 21     | 16     | +5    | 43  | Puchar UEFA • 1/32 finału                 |
| 4   | FC Aarau                | 14 | 7 | 4 | 3 | 23     | 18     | +5    | 39  | Puchar UEFA • Runda kwalifikacyjna        |
| 5   | FC Luzern               | 14 | 4 | 3 | 7 | 23     | 19     | +4    | 35  |                                           |
| 6   | FC Basel                | 14 | 3 | 4 | 7 | 11     | 20     | −9    | 28  |                                           |
| 7   | Servette FC             | 14 | 2 | 5 | 7 | 18     | 25     | −7    | 25  |                                           |
| 8   | FC Sankt Gallen         | 14 | 2 | 3 | 9 | 11     | 34     | −23   | 23  |                                           |

## Grupa awans/spadek
| Lp. | Drużyna           | M  | Z  | R | P | Bramki | Bramki | Różn. | Pkt | Uwagi |
| --- | ----------------- | -- | -- | - | - | ------ | ------ | ----- | --- | ----- |
| 1   | BSC Young Boys    | 14 | 10 | 3 | 1 | 28     | 13     | +15   | 33  |       |
| 2   | FC Zürich         | 14 | 8  | 4 | 2 | 21     | 12     | +9    | 28  |       |
| 3   | FC Lausanne-Sport | 14 | 7  | 6 | 1 | 24     | 10     | +14   | 27  |       |
| 4   | FC Lugano         | 14 | 4  | 5 | 5 | 13     | 17     | −4    | 17  |       |
| 5   | Yverdon-Sport FC  | 14 | 3  | 4 | 7 | 16     | 22     | −6    | 13  |       |
| 6   | SR Delémont       | 17 | 6  | 4 | 7 | 17     | 26     | −9    | 22  |       |
| 7   | SC Kriens         | 14 | 2  | 5 | 7 | 14     | 22     | −8    | 11  |       |
| 8   | Étoile Carouge FC | 14 | 1  | 5 | 8 | 9      | 20     | −11   | 8   |       |

## Najlepsi strzelcy
19 bramek
- Petyr Aleksandrow (FC Luzern)
- Viorel Moldovan (Neuchâtel Xamax)

16 bramek
- Adrian Kunz (Neuchâtel Xamax)

15 bramek
- Oliver Neuville (Servette FC)

12 bramek
- Tomislav Erceg (FC Lugano/Grasshopper Club Zurych)

10 bramek
- Patrick Isabella (Neuchâtel Xamax)
- Agent Sawu (FC Luzern)
- Alexandre Rey (FC Basel)